# Samsung Monte
Samsung Monte (також відомий під індексомSamsung S5620) — мобільний телефон, створений Samsung Electronics у 2010 році.

## Опис можливостей Samsung Monte S5620
- Інтерфейс TouchWiz 2,0 Plus
- Вбудований GPS-приймач з підтримкою Google Latitude ™
- Функція Exchange ActiveSync
- Відео плеєр
- Аудіо плеєр
- Вбудований сенсор руху
- FM-приймач: RDS, запис ефіру, діапазон прийому: Росія 87.5-108.0 МГц
- Диктофон, фоторедактор, словник
- Запис відео: MP4
- Запис аудіо: AMR
- Запис зображень: JPEG
- Читання відео: MP4
- Читання аудіо: AAC, AAC, AMR, I-Melody, MIDI, MP3, WMA
- Читання зображень: BMP, JPEG
- Підтримка кодеків: H.263, H.264, MPEG-4
- EBook / eDoc: PDF
- JAVA MIDP 2.0 CLDC 1.1
- Ігри: Millionaire, CaliforniaGold Rush, BrainChalenge Vol. 2, Asphalt 4

## Підтримувані інтернет-сервіси
В Samsung Monte S5620 підтримуються сервіси Gmail, YouTube, Google Maps, Google Latitude, Google Sync, uTalk і Exchange ActiveSync. Також телефон може працювати з широким спектром соціальних мереж: Facebook, MySpace, Twitter та Bebo. 
Для Facebook та Twitter є віджети для робочих столів (в Samsung Monte їх три), які показують деяку інформацію з облікового запису, кількість повідомлень і т. д. По кліку в віджеті можна перейти відповідними програмами. 
Як інтернет-браузера використовуєтьсяDolfin Web. Завдяки вбудованому в Samsung Monte акселерометру браузер автоматично може повертати зображення сторінки на дисплеї при повороті пристрою. Браузер надає повну підтримку Flash, що на сьогоднішній день дійсно є рідкістю, навіть для телефонів високої цінової категорії.

## Технічні характеристики

### Відео
| Екран       | кольоровий TFT екран, 262.14 тис. кольорів, сенсорний |
| Дозвіл      | 240x400 пікс                                          |
| Камера      | 2048x1536 (3 млн пікс.)                               |
| Запис відео | є                                                     |

### Аудіо
| Зовнішній динамік | є                                  |
| Можливості        | MP3, AAC, WMA, FM-радіо            |
| Мелодії           | 72-голосная поліфонія, MP3-мелодии |
| Диктофон          | є                                  |

### Передача даних
| Інтерфейси             | USB, Wi-Fi, Bluetooth 2.1                 |
| Інтернет               | WAP, GPRS, EDGE, HSDPA, POP / SMTP-клієнт |
| Вбудований GPS-приймач | є                                         |
| Синхронізація з ПК     | є                                         |
| Модем                  | є                                         |
| Фронтальна камера      | є (0.3mpixel)                             |

### Тип акомулятора
| Акумулятор     | Li-Ion 1000 мА · год |
| Час розмови    | 9:40 год: хв         |
| Час очікування | 760:00 год: хв       |

## Додаткова інформація
- Країна виготовлення: Південна Корея, Китай, В'єтнам
- Сертифікат відповідності
- Питомий коефіцієнт поглинання (SAR): 1.02 Вт / кг
- Комплектація - телефон, акумулятор, зарядний пристрій, провідна гарнітура, USB-кабель, інструкція
- Гарантія фірми виробника: 3 роки
- Рік початку продажів: 2010
- Сайт виробника: http://www.samsung.com [Архівовано 6 травня 2014 у Wayback Machine.]